# Киль Чэ Сон
Киль Чэ Сон (кор. 길재선; род. 5 мая 1975) — северокорейский бегун-марафонец, выступавший на международном уровне в 1999—2003 годах. Победитель и призёр ряда крупных международных стартов, участник летних Олимпийских игр в Сиднее.

## Биография
Киль Чэ Сон родился 5 мая 1975 года.
Впервые заявил о себе на марафонской дистанции в сезоне 1999 года, когда с результатом 2:20:55 финишировал девятым на Макаоском международном марафоне.
В 2000 году стал пятым на Пхеньянском марафоне, установив свой личный рекорд — 2:12:29. Благодаря этому успешному выступлению вошёл в основной состав северокорейской сборной и удостоился права защищать честь страны на летних Олимпийских играх в Сиднее — в программе марафона показал время 2:25:13, расположившись в итоговом протоколе соревнований на 59-й строке.
В 2001 году был четвёртым на Пхеньянском марафоне (2:14:16). Будучи студентом, представлял КНДР на Всемирной Универсиаде в Пекине, где в зачёте полумарафона с результатом 1:10:38 закрыл двадцатку сильнейших.
В 2002 году финишировал вторым на Пхеньянском марафоне (2:15:17), шестым на Пекинском марафоне (2:13:41).
В 2003 году стартовал в полумарафоне на Всемирной Универсиаде в Тэгу — на сей раз показал на финише 19-й результат и установил личный рекорд — 1:08:14.
Впоследствии больше не показывал сколько-нибудь значимых результатов на крупных международных стартах.